# Luís Carlos de Oliveira Preto
Luís Carlos de Oliveira Preto (født 17. september 1965) er en tidligere brasiliansk fodboldspiller.